# Grand Cap
Le Grand Cap est un sommet du massif de Siou-Blanc culminant à 782 m d'altitude. À son sommet se trouve la pyramide de Cassini, du nom du géographe du XVIIIe siècle, qui marque ce point géographique.